# Metopelloides micropalpa
Metopelloides micropalpa är en kräftdjursart som först beskrevs av Robert Alan Shoemaker 1930.  Metopelloides micropalpa ingår i släktet Metopelloides och familjen Stenothoidae. Inga underarter finns listade i Catalogue of Life.